# Убийство Джулио Реджени
Убийство Джулио Реджени, итальянского соискателя докторской степени Кембрдижского университета, занимавшегося социологическими исследованиями в Египте, произошло в период между его исчезновением 25 января 2016 года и обнаружением тела со следами пыток 3 февраля 2016 года у автострады близ Каира.

## Общие сведения

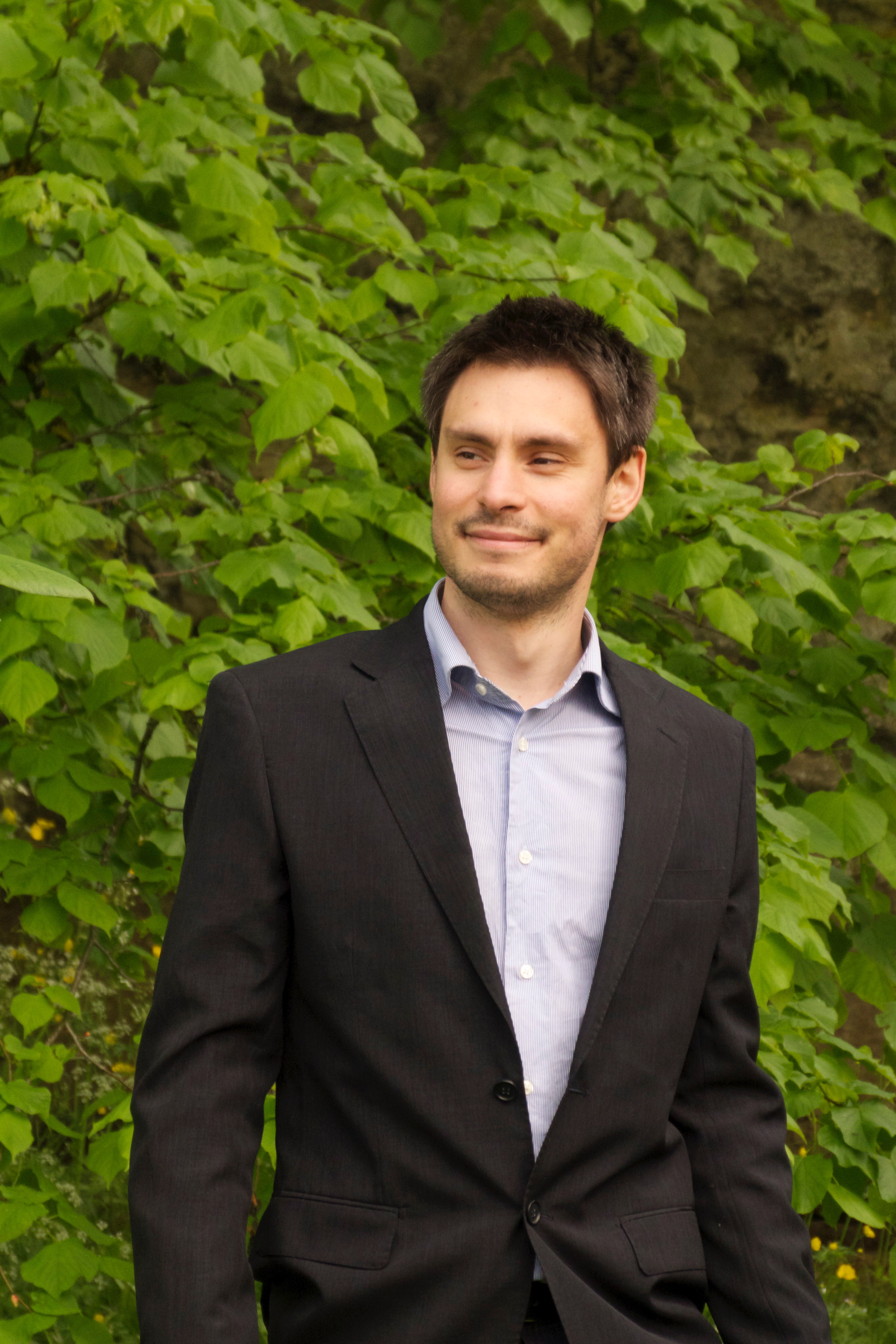
Джулио Реджени

Джулио Реджени родился 15 января 1988 года в Триесте, рос во Фьюмичелло (провинция Удине, регион Фриули — Венеция-Джулия). Будучи сотрудником Кембриджского университета, он приехал в Египет с целью заняться в Американском университете в Каире исследованием деятельности независимых профсоюзов. Нет никаких оснований утверждать, что он каким-либо образом был замешан в преступлениях или политической деятельности, направленной против режима президента Ас-Сиси.
25 января 2016 года, в пятую годовщину начала протестов 2011 года в Каире, Реджени вышел из дома с намерением встретиться с неизвестными людьми на площади Тахрир, чтобы вместе отпраздновать день рождения общего знакомого, и не вернулся. 3 февраля 2016 года его тело было обнаружено на обочине автострады Каир-Александрия.

## Расследование
По мнению итальянских наблюдателей, имело место преступление со стороны государственных служб, однако египетская полиция и спецслужбы с самого начала отвергали такое предположение и выдвигали различные бездоказательные версии: несчастный случай на дороге, преступление страсти, криминальные разборки, шпионаж, политическое убийство, организованное противниками правительства с целью нанести ущерб египетско-итальянским отношениям.
24 марта 2016 года египетская полиция объявила о ликвидации в результате перестрелки четверых преступников, состоявших в банде, которая занималась похищениями и ограблениями иностранцев. По сведениям египетского Министерства внутренних дел, были обнаружены личные вещи Реджени: паспорт, итальянское удостоверение личности, пропуск в Кембриджский университет, кредитная карточка и другие. Египетская сторона сочла, что на этом расследование преступления можно считать успешно завершённым. Однако, итальянская сторона утверждает, что главарь уничтоженной банды в день исчезновения Реджени находился в 100 километрах от Каира. Кроме того, полиция не смогла объяснить пытки, которым преступники подвергали похищенного прежде, чем убить. Бывший премьер-министр Энрико Летта написал тогда в своём Фейсбуке: «К сожалению, я не верю».

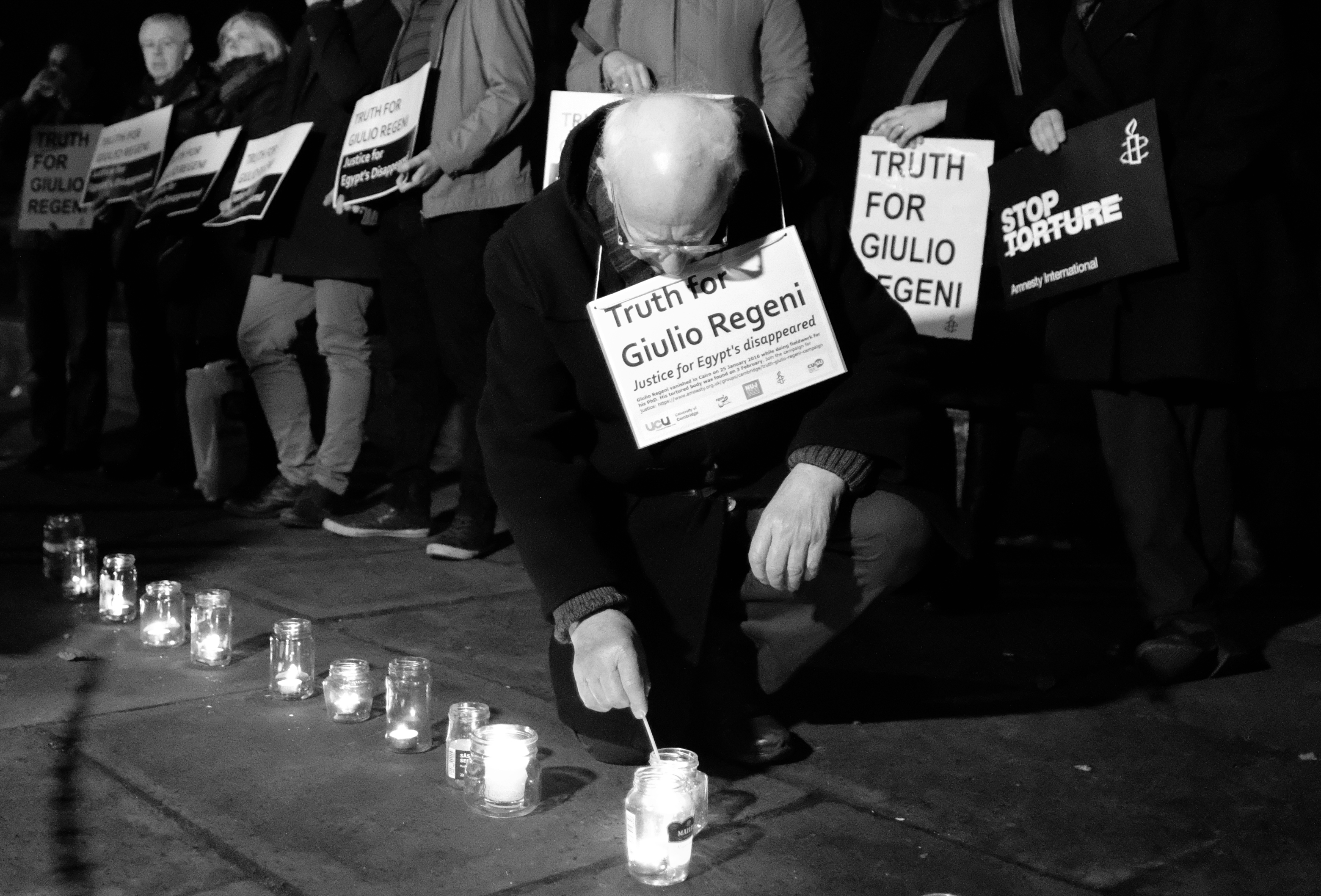
Акция памяти Реджени в Кембридже 3 февраля 2017 года.

Переправленное в Италию тело Реджени обследовал профессор Витторио Финески, который пришёл к выводу, что жертву профессионально пытали в течение пяти-шести дней, и ни одно из причинённых повреждений не было смертельным, пока похищенному не перерезали горло.
15 августа 2017 года американская газета The New York Times опубликовала статью об убийстве Реджени, в которой охарактеризовала итальянского учёного как противника диктатуры президента Сиси и привела свидетельство неназванного сотрудника администрации президента Обамы о том, что спустя короткое время после преступления американские власти предоставили правительству Ренци доказательства причастности к нему официальных египетских властей, не назвав, однако, конкретных должностных лиц, отдавших соответствующий приказ. Публикация имела место на следующий день после назначения, к возмущению семьи Реджени, нового итальянского посла в Каире. Однако, итальянское правительство опровергло утверждение газеты о получении им указанных сведений от американской стороны. В телефонном разговоре с премьер-министром Джентилони его предшественник Маттео Ренци заявил, что обсуждал с Обамой дело Реджени, но никогда не получал от американцев никакой информации или документов в этой связи.
10 сентября 2017 года при попытке вылететь в Женеву для доклада ООН о похищениях людей в Египте арестован адвокат семьи Реджени Ибрагим Метвалли Хегази, член ассоциации Egyptian Commission for right and freedom (Египетская комиссия за права и свободы). Ему предъявлены обвинения в антиправительственной подрывной деятельности.
В ночь на 17 мая 2018 года агенты египетской службы национальной безопасности арестовали в Каире Найтама Мохаммедина, нового адвоката семьи Реджени, работающего в Египетской комиссии за права и свободы, а также нескольких других сотрудников НПО. В знак протеста родители Джулио, Джулия и Паоло, объявили голодовку.

## Судебный процесс
10 декабря 2020 года итальянская прокуратура предъявила обвинение в похищении и убийстве Джулио Реджени четырём сотрудникам египетского агентства национальной безопасности. С пятого подозреваемого — Махмуда Наджема обвинения сняты, а против Маджа Магди Ибрагима Абдельала Шарифа дополнительно выдвинуто также обвинение в применении пыток.
28 апреля 2021 года в Риме начался судебный процесс над четырьмя египетскими силовиками в их отсутствие (Египет отказался экстрадировать подсудимых).